# Crossogyna
Crossogyna là một chi rêu trong họ Jungermanniaceae.